# Todghakloof

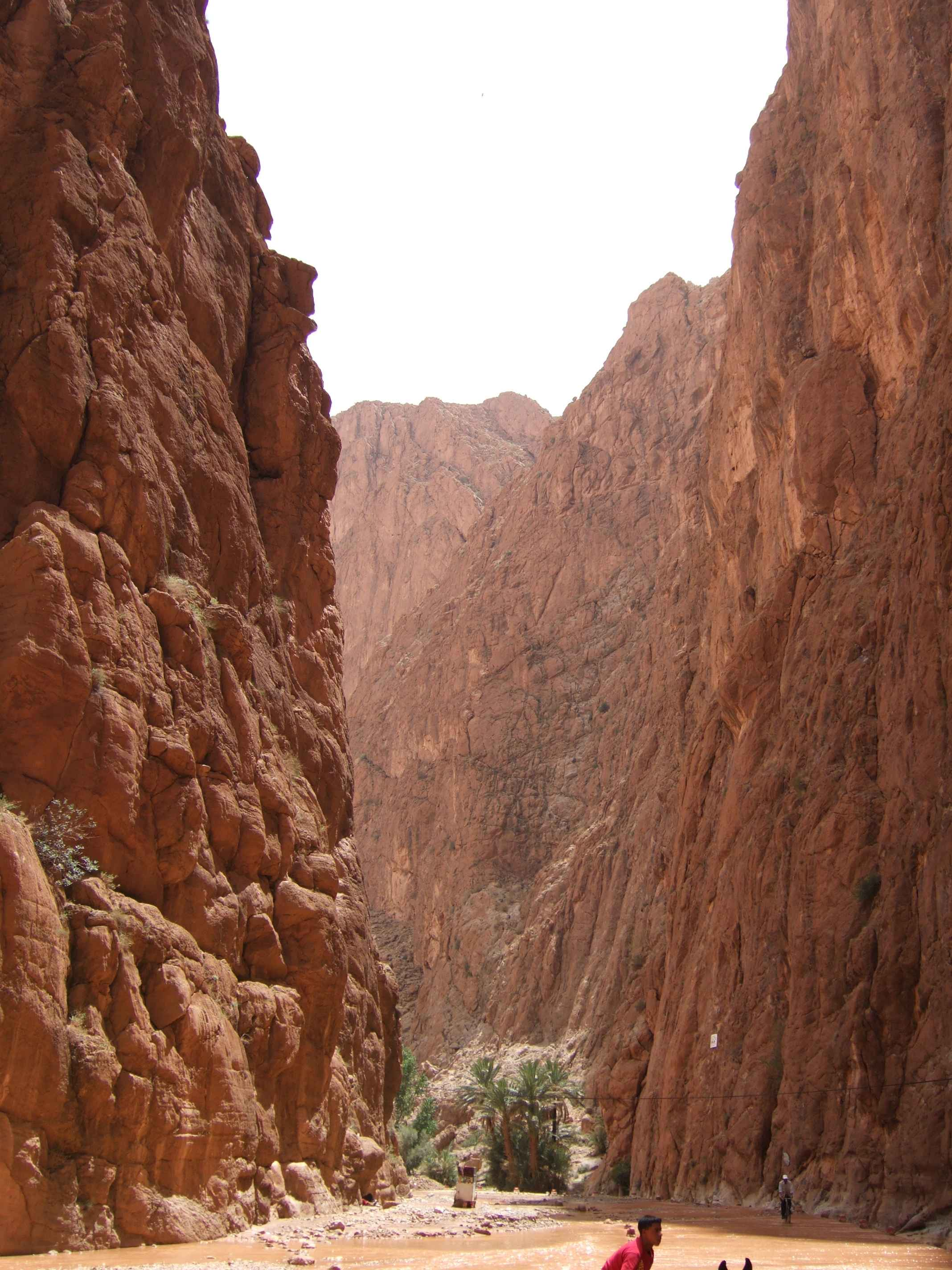
De Todghakloof bij de nauwe monding tijdens een overstroming.

De Todghakloof (Engels Todgha Gorge, Arabisch مضيق تودغا) is een kloof in het oostelijke deel van het Atlasgebergte in Marokko, in de buurt van de stad Tinerhir. 
De Todgha en de naburige rivieren hebben zich in de kalksteen uitgesneden waardoor de kloof is ontstaan. De laatste 600 m van de Todgha-kloof zijn de meest spectaculaire. De kloof versmalt hier op sommige plaatsen tot iets meer dan 10 meter breed, met enorme hoge rotswanden tot 160 meter aan beide kanten van de kloof. 
De Todgha van nu is een kleine gletsjerbeek, de rivier die ooit de kloof vulde moet veel meer water hebben gehad. Het is gemakkelijk om te wandelen in de kloof langs een goed onderhouden verharde weg. 